# 无毛蕨麻
无毛蕨麻（学名：Potentilla anserina var. nuda）为蔷薇科委陵菜属下的一个变种。

## 扩展阅读
- 維基物種上的相關：无毛蕨麻